# Urs Frey (Dokumentarfilmer, 1954)
Urs Frey (* 1954 in Solothurn) ist ein Schweizer Dokumentarfilmmacher.
Er arbeitete als Journalist beim Schweizer Radio und Fernsehen. Danach führte er als Werbefilmer eine Filmproduktionsgesellschaft, die er 2011 verkaufte. Seither produziert er nur noch Dokumentar- und Spielfilme als Mitgründer der auf Kino- und Fernsehfilme spezialisierten Firma Contrast Film. Urs Frey schreibt auch Drehbücher. Internationalen Erfolg hatte der Film Der Kreis – hierfür hat er 2015 zusammen mit Christian Felix, Stefan Haupt und Ivan Madeo den Schweizer Filmpreis in der Kategorie Bestes Drehbuch erhalten.

## Filmografie (Auswahl)
- 2012: Child’s Dream – Zwei Banker auf Sinnsuche
- 2014: Jimmyjoe
- 2014: Der Kreis
- 2022: Tatort: Schattenkinder